# Goldpflaumengewächse
Die Goldpflaumengewächse (Chrysobalanaceae) sind eine Familie in der Ordnung der Malpighienartigen (Malpighiales) innerhalb der Bedecktsamigen Pflanzen. Die 16 bis 18 Gattungen mit 400 bis 525 Arten sind besonders in den Tropen weitverbreitet. Einige Arten werden vielseitig genutzt.

## Beschreibung

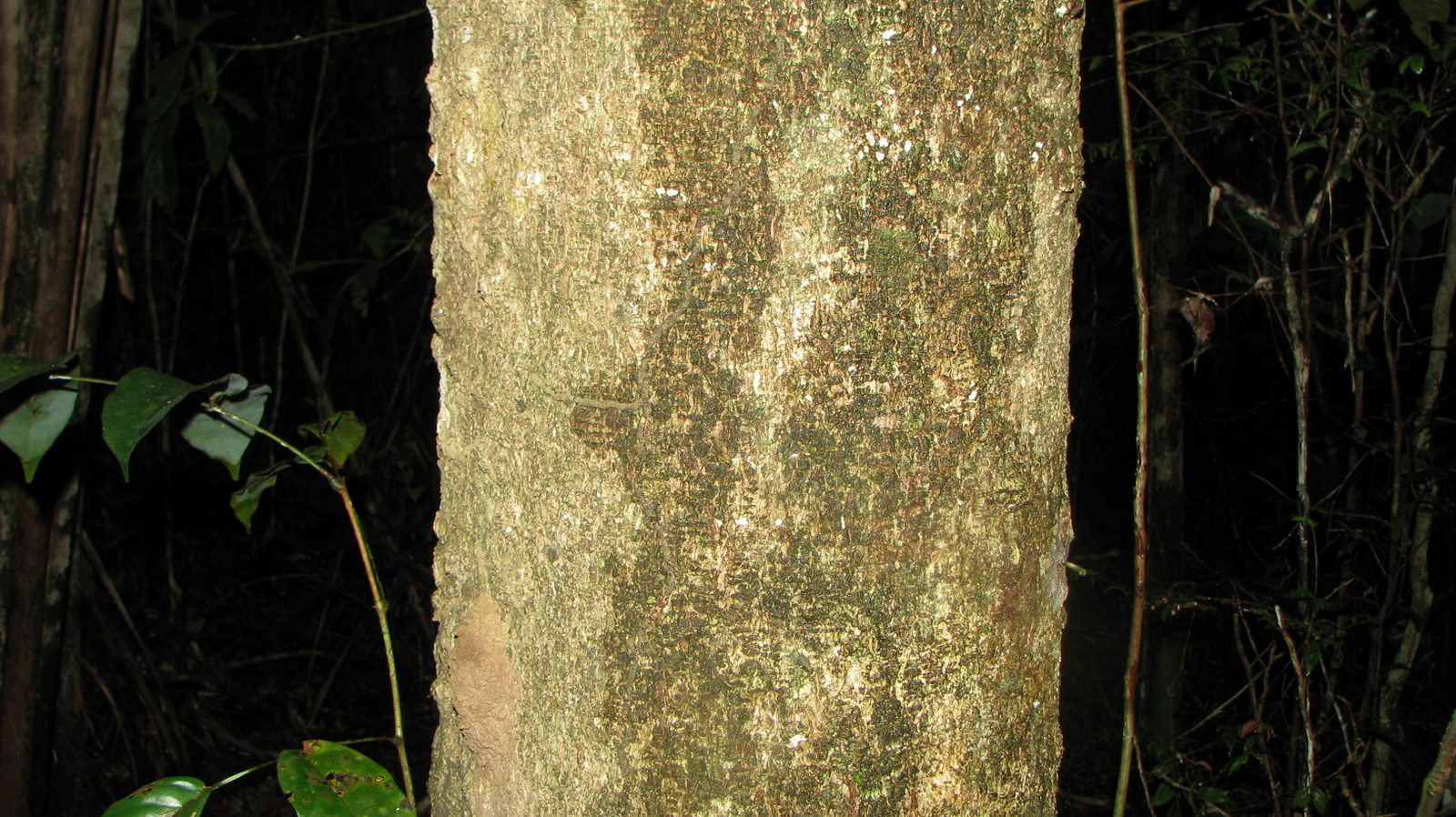
Borke von Parinari leontopitheci

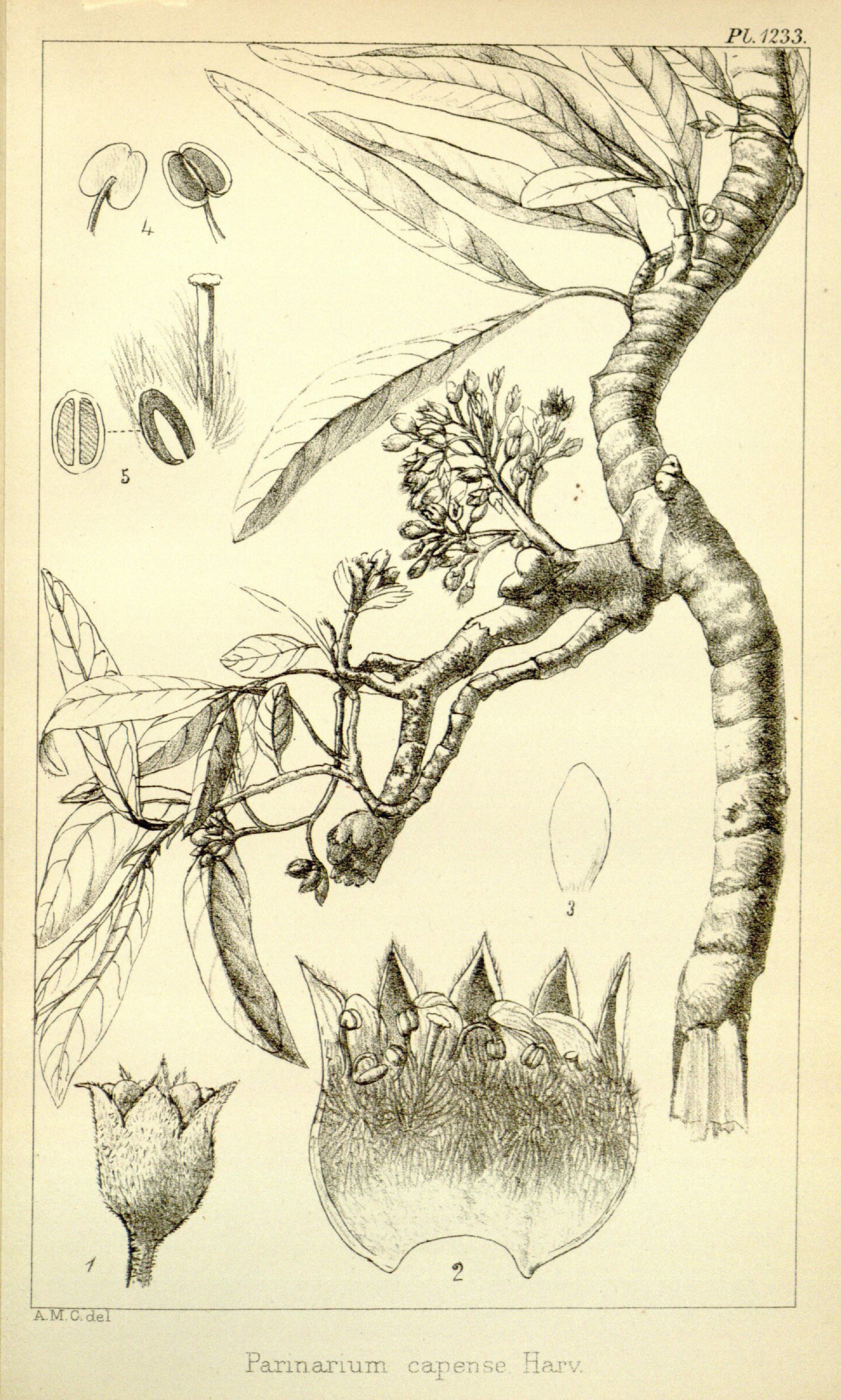
Illustration von Parinari capensis

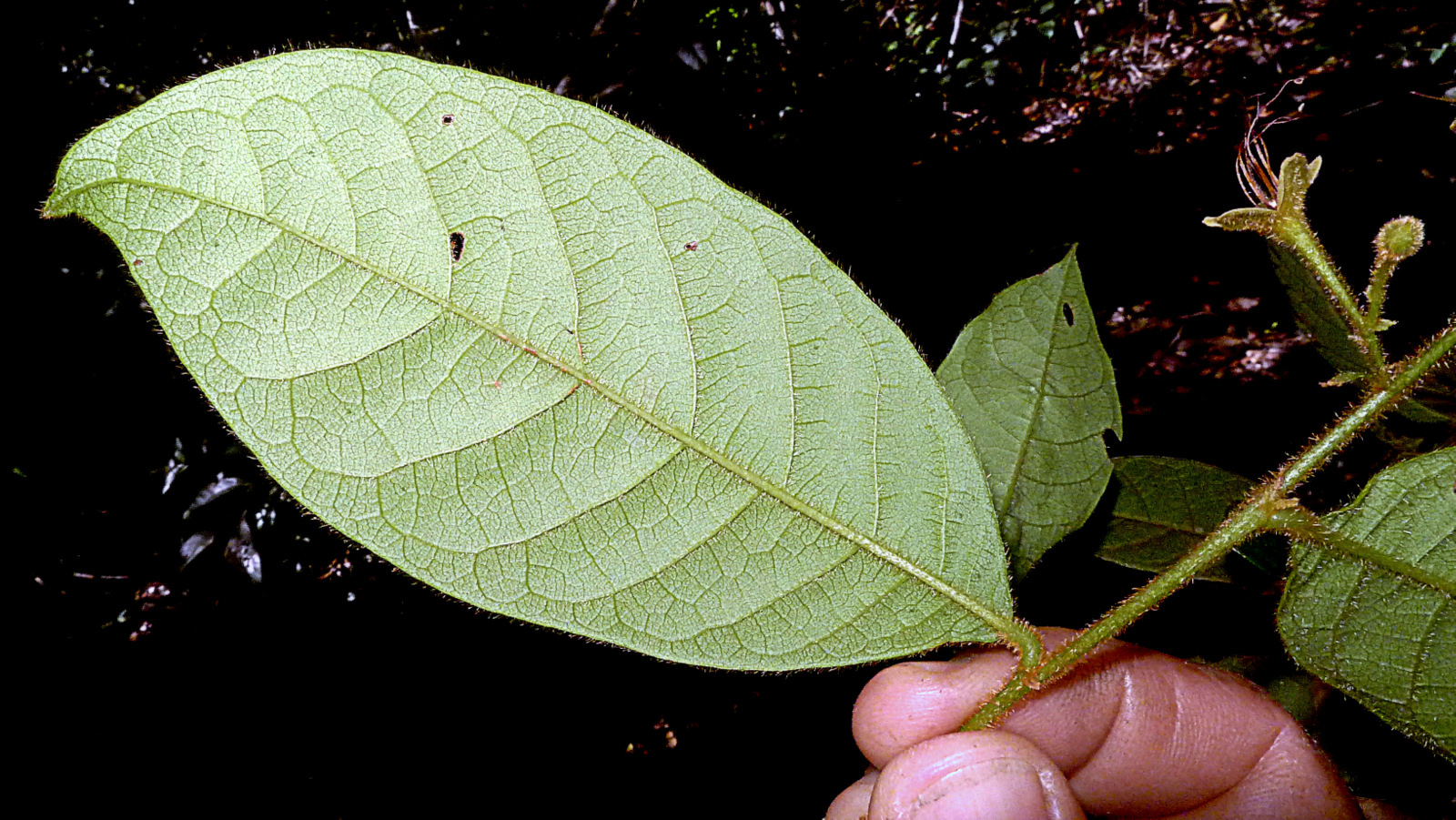
Zweig mit wechselständig angeordneten Laubblättern von Hirtella santosii, Blattunterseite und kurzer Blattstiel

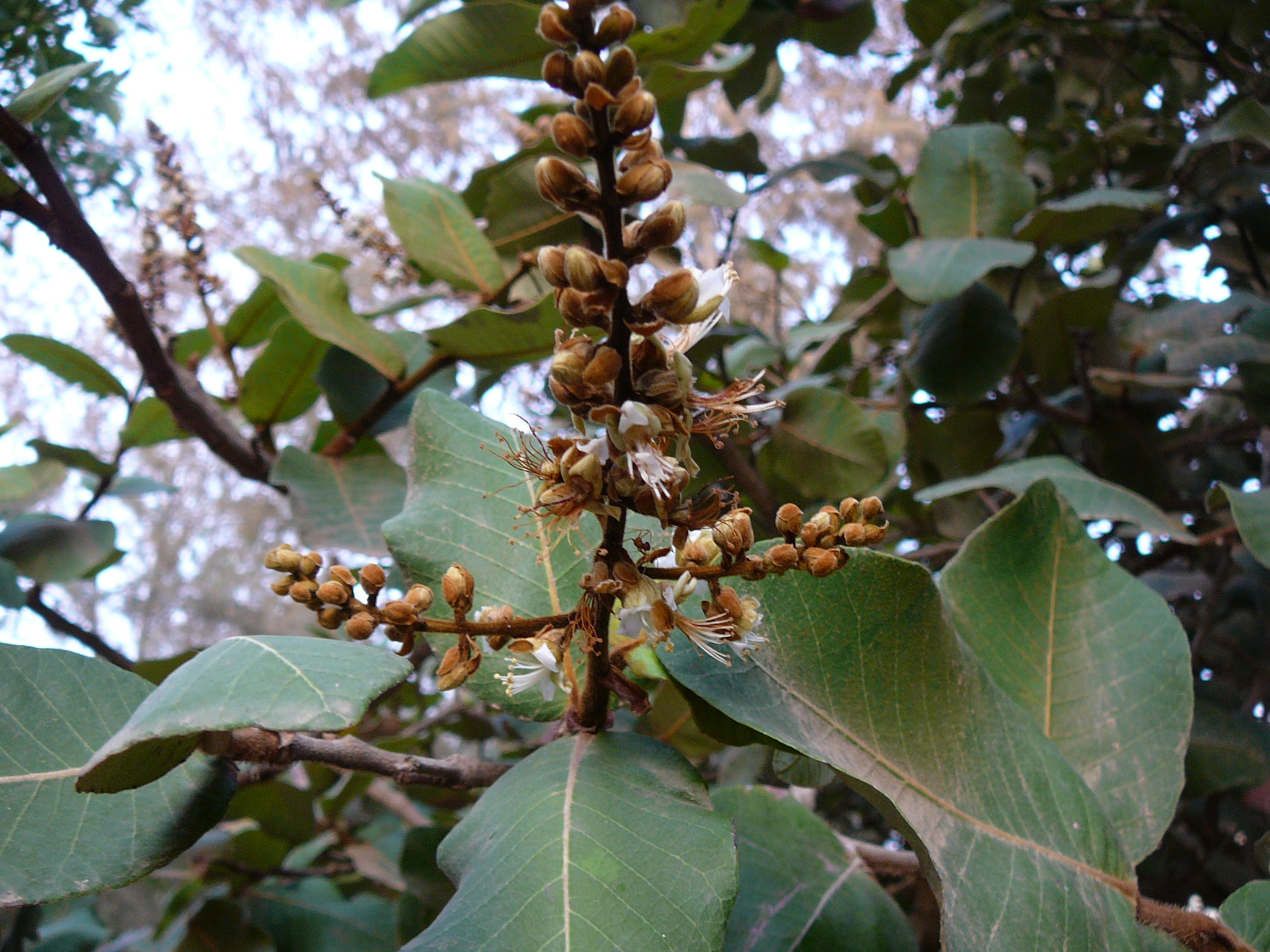
Blütenstand von Neocarya macrophylla

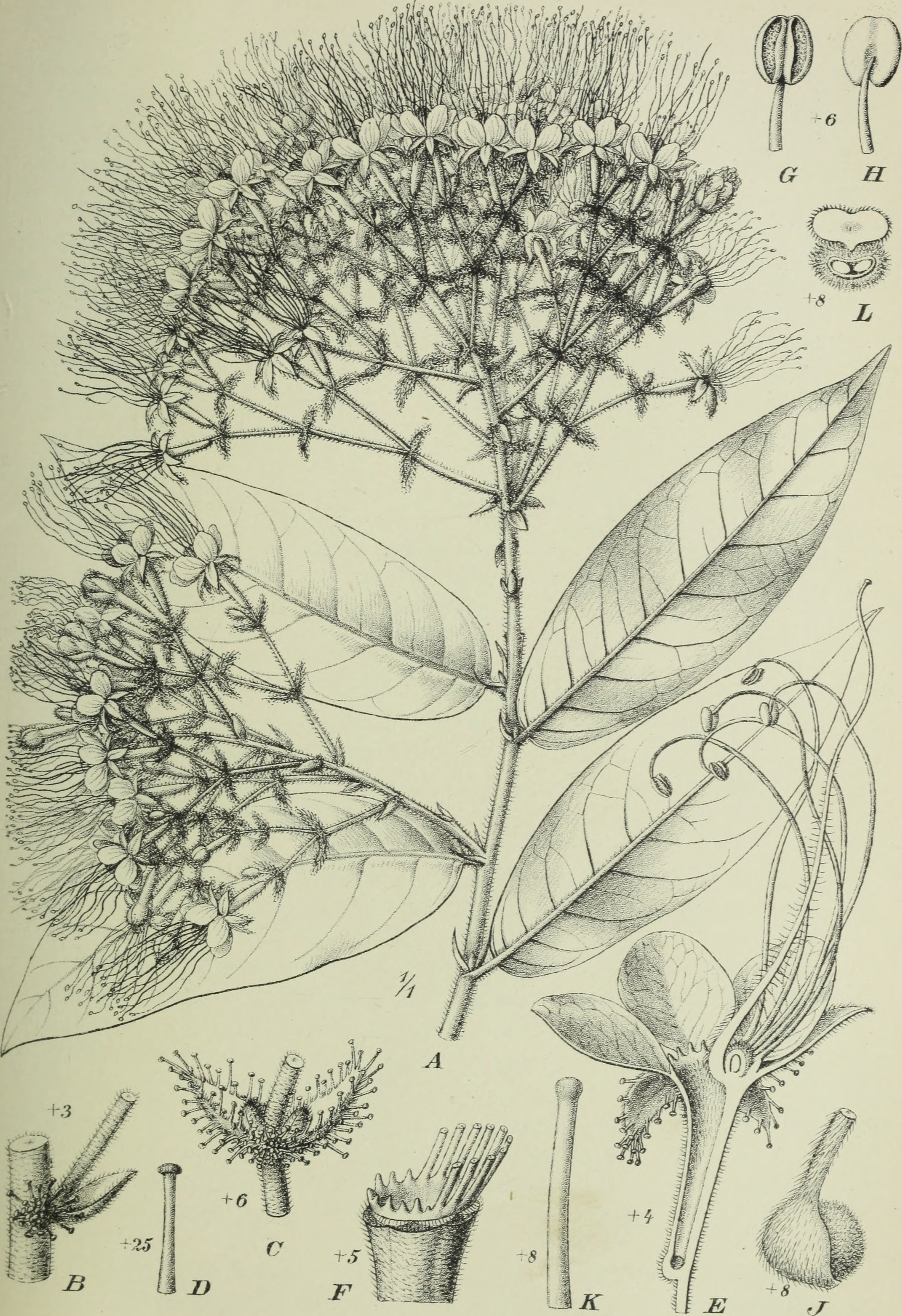
Illustration aus Botanische Jahrbücher für Systematik, Pflanzengeschichte und Pflanzengeographie, 1902 von Hirtella zanzibarica

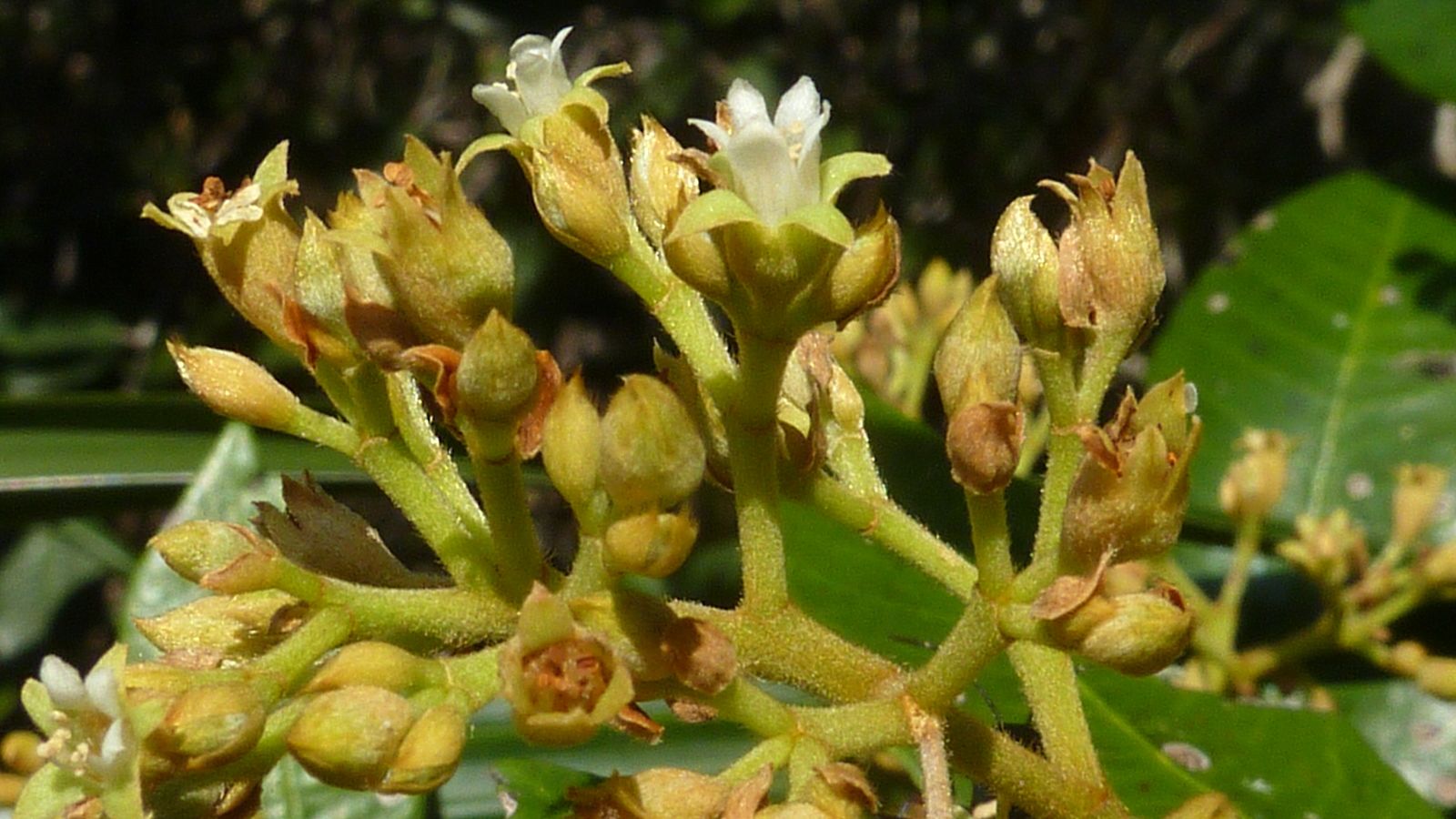
Ausschnitt eines Blütenstandes und Blüten von Parinari leontopitheci

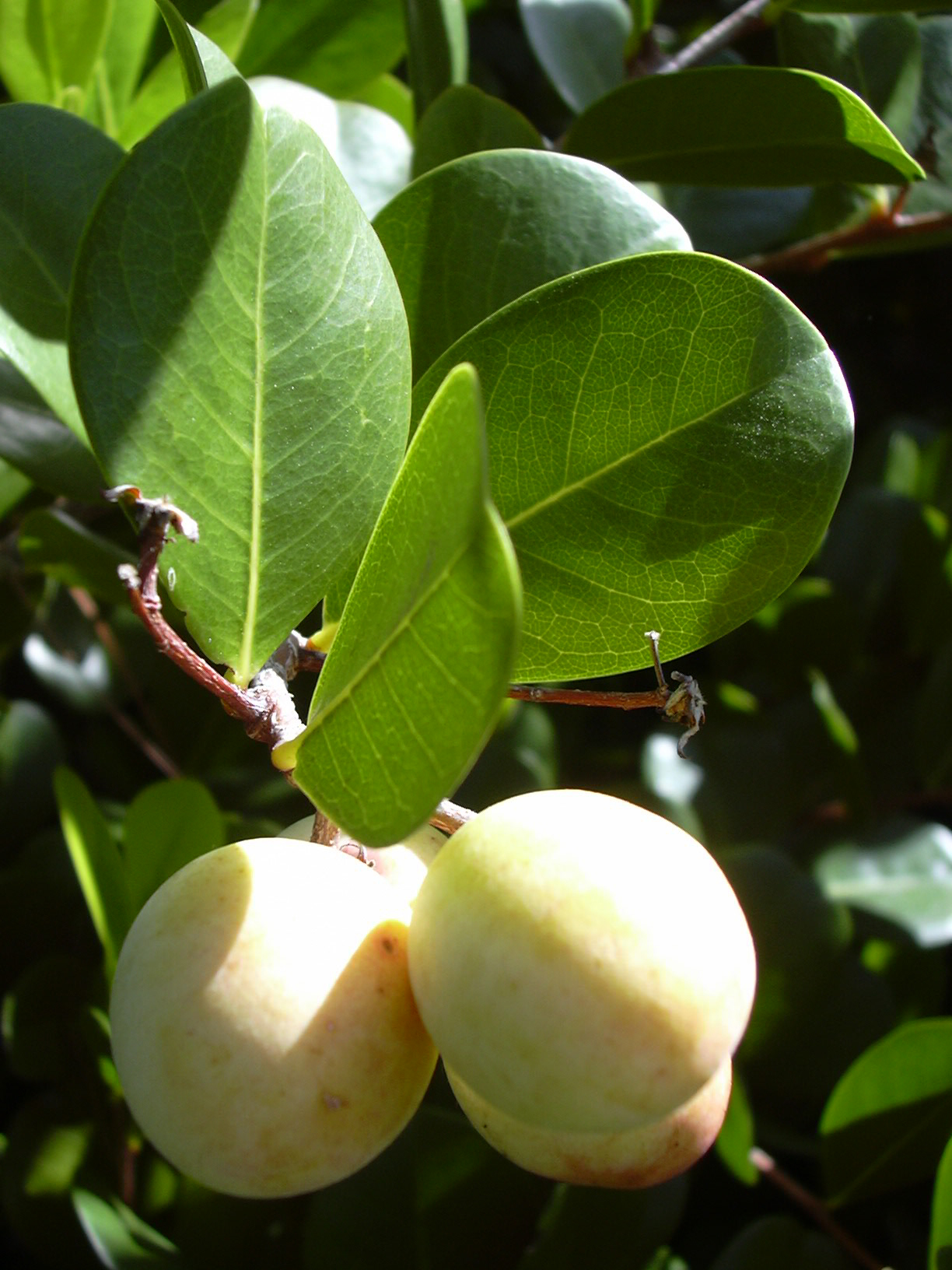
Kokospflaume (Chrysobalanus icaco) mit Steinfrüchten

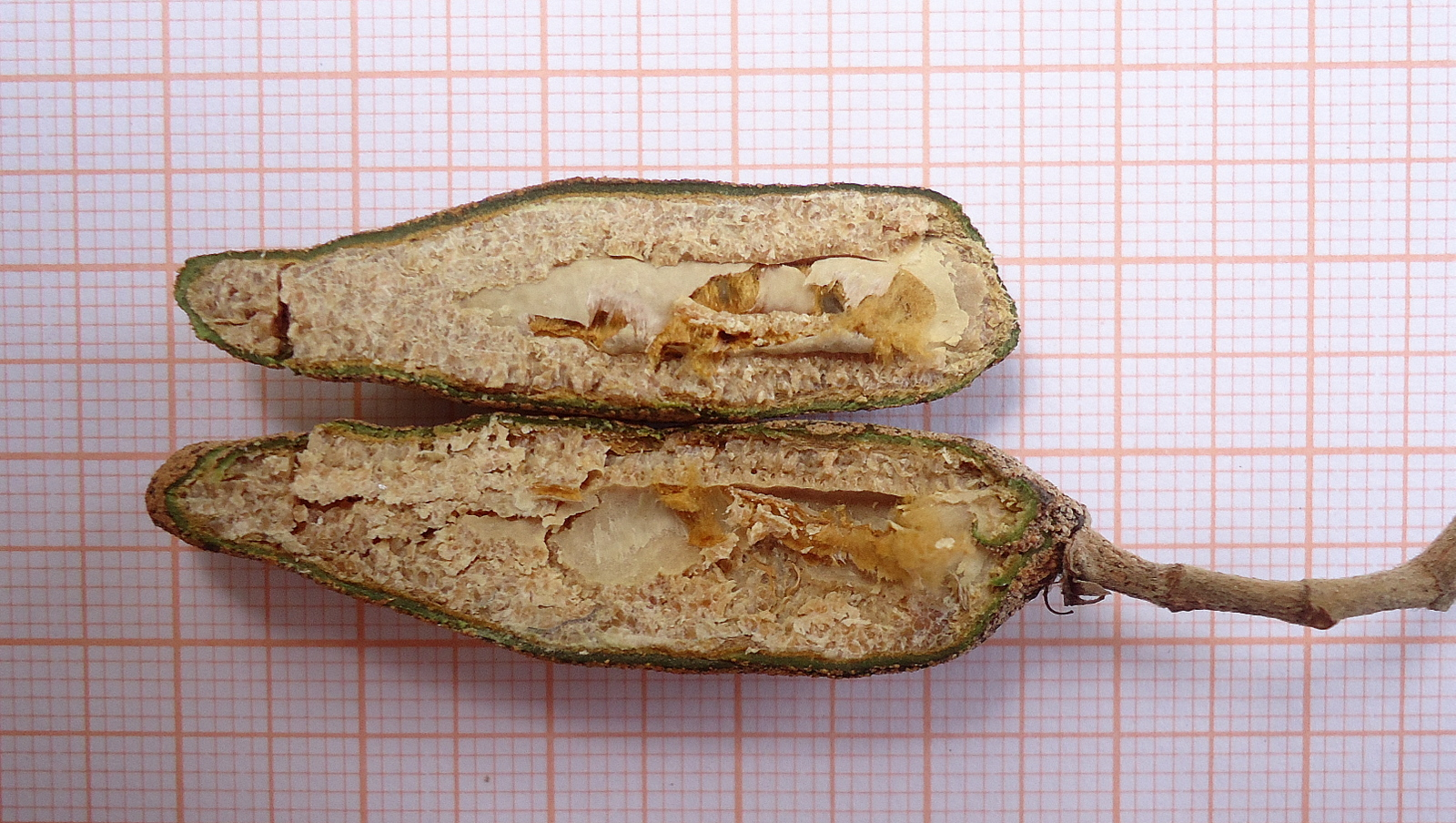
Steinfrucht von Parinari leontopitheci, aufgeschnitten

### Erscheinungsbild und Blätter
Es sind immer verholzende Pflanzen, die selten als Sträucher oder meist Bäume wachsen. Nur wenige Arten bilden Brettwurzeln aus. Der relativ schlanke, reich verzweigte Stamm besitzt festes Holz (leptocaul). Es ist ein superfiziales Korkkambium vorhanden. Das Sekundäre Dickenwachstum geht von einem konventionellen Kambiumring aus. Bei vielen Arten enthält der Hauptstamm rotes Harz.
Die wechselständig und schraubig oder zweizeilig angeordneten Laubblätter sind in Blattstiel und Blattspreite gegliedert. Die meist kurzen Blattstiele sind meist an einem oder beiden Enden angeschwollen. Ein Paar Drüsen befinden sich an den Blattstielen oder an der Basis der Blattspreiten. Die einfache Blattspreite ist fiedernervig. Die Blattunterseiten kann kahl bis mit einfachen Haaren (Trichome) bedeckt sein. Die schwärzlich grauen Blattadern sind bei den meisten Arten besonders deutlich zu sehen. Es ist oft eine Schleimepidermis vorhanden. Die Stomata sind paracytisch. Es sind immer Nebenblätter vorhanden, die klein und früh abfallend bis groß und haltbar sind.

### Blütenstände und Blüten
Die Blüten sind meist zwittrig. Aber es gibt Arten, die andromonözisch oder gynodiözisch sind. Die Blüten stehen einzeln oder zu vielen in end- oder seitenständigen, einfachen oder verzweigten, zymosen, rispigen oder traubigen Blütenständen. Es sind Tragblätter und meist unter jeder Blüte zwei Deckblätter vorhanden.
Die relativ kleinen, schwach bis stark zygomorphen oder radiärsymmetrischen Blüten sind fünfzählig, meist mit doppelter Blütenhülle (Perianth). Es ist ein kurzer bis langer Blütenbecher (Hypanthium) vorhanden. Bei einigen Arten (hauptsächlich von Couepia, Hirtella, Maranthes) bildet der Blütenbecher eine kurze bis lange Röhre auf dessen „Mund“ sich der Fruchtknoten befindet. Es ist immer ein Diskus vorhanden. Die fünf Kelchblätter sind verwachsen mit aufrechten bis zurückgebogenen, oft ungleichen Kelchzähnen, die sich dachziegelartig überlappen. Die fünf kurz genagelten Kronblätter sind verwachsen mit meist ungleichen Kronlappen, die sich dachziegelartig überlappen; sie fallen früh ab oder selten fehlen sie. Es sind meist acht bis zahlreiche (20 bis 200 oder selten bis zu 300), selten nur zwei Staubblätter (bei Hirtella drei bis neun) vorhanden, die meist sehr ungleich sind. Die Staubfäden sind untereinander verwachsen oder frei und stehen manchmal in Bündeln zusammen. Die relativ kleinen Staubbeutel sind dorsifix und öffnen sich mit einem Längsschlitz. Die Pollenkörner besitzen meist drei, selten vier Aperturen und sind colpat oder colporat. Ein Teil der Staubblätter kann zu Staminodien umgewandelt sein. Es sind ein bis drei unter- bis oberständige Fruchtblätter vorhanden, die entweder unten, seitlich oder am oberen Rand (Mund) im Blütenbecher sitzen. Zwei sind meist mehr oder weniger reduziert; wenn mehr als ein Fruchtblatt vorhanden ist dann sind die Fruchtblätter zu einem synkarpen Fruchtknoten verwachsenen. Jedes Fruchtblatt besitzt zwei Samenanlagen in basaler Plazentation. Die Fruchtknoten sind manchmal durch eine falsche Scheidewand geteilt in zwei Fächer mit je nur einer Samenanlage. Der seitlich oder meist an der Basis des Fruchtknotens beginnende, dünne Griffel endet in einer einfachen oder mehr oder weniger deutlichen dreilappigen Narbe.

### Früchte und Samen
Die meist relativ großen Steinfrüchte sind innen selten fleischig, aber meist trocken. Das dünne bis dicke Endokarp ist faserig oder hart und oft innen dicht behaart. Das Epikarp ist oft behaart. Es ist meist nur ein Steinkern vorhanden, selten sind es zwei. Der relativ große Embryo ist gut ausgebildet. Die beiden Keimblätter (Kotyledone) sind planokonvex und fleischig.

### Inhaltsstoffe und Chromosomensätze
Es sind Proanthocyanidine: Cyanidin oder Delphinidin vorhanden. Es sind Flavonole: Kaempferol, Quercetin, oder/und Myricetin vorhanden. Es werden Silikate akkumuliert, besonders das Holz enthält viel davon. Die Samen enthalten ungesättigte Fettsäuren.
Die Chromosomengrundzahl beträgt x = 10 oder 11.

## Ökologie
Viele Arten wachsen als große Bäume und bilden das oberste Stockwerk der Wälder. Bei einigen Hirtella-Arten werden an der Blattspreitenbasis Domatien für Ameisen gebildet.
Die Früchte werden oft durch Säugetiere, beispielsweise Fledertiere, Ratten, Affen ausgebreitet. An Fließgewässern gedeihende Arten werden über das Wasser verdriftet oder von Fischen gefressen und so ausgebreitet. Von wenigen Arten ist bekannt, dass sie durch Vögel ausgebreitet werden. Bei zwei Couepia-Arten erfolgt die Bestäubung durch Fledertiere.

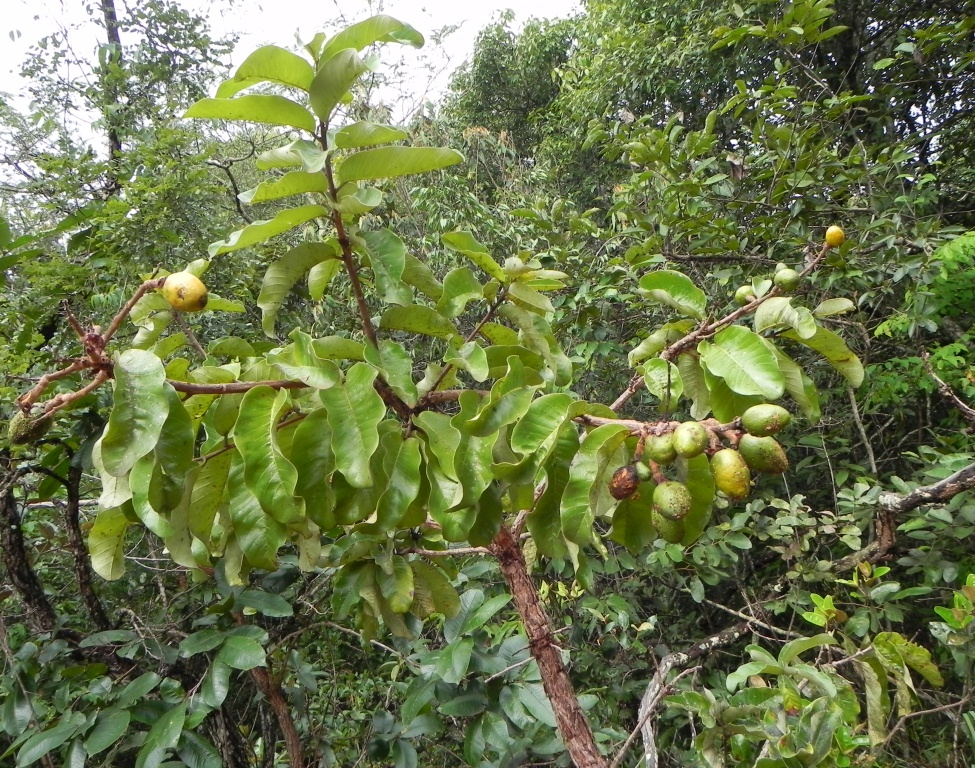
Zweige mit Laubblättern und Früchten von Couepia grandiflora

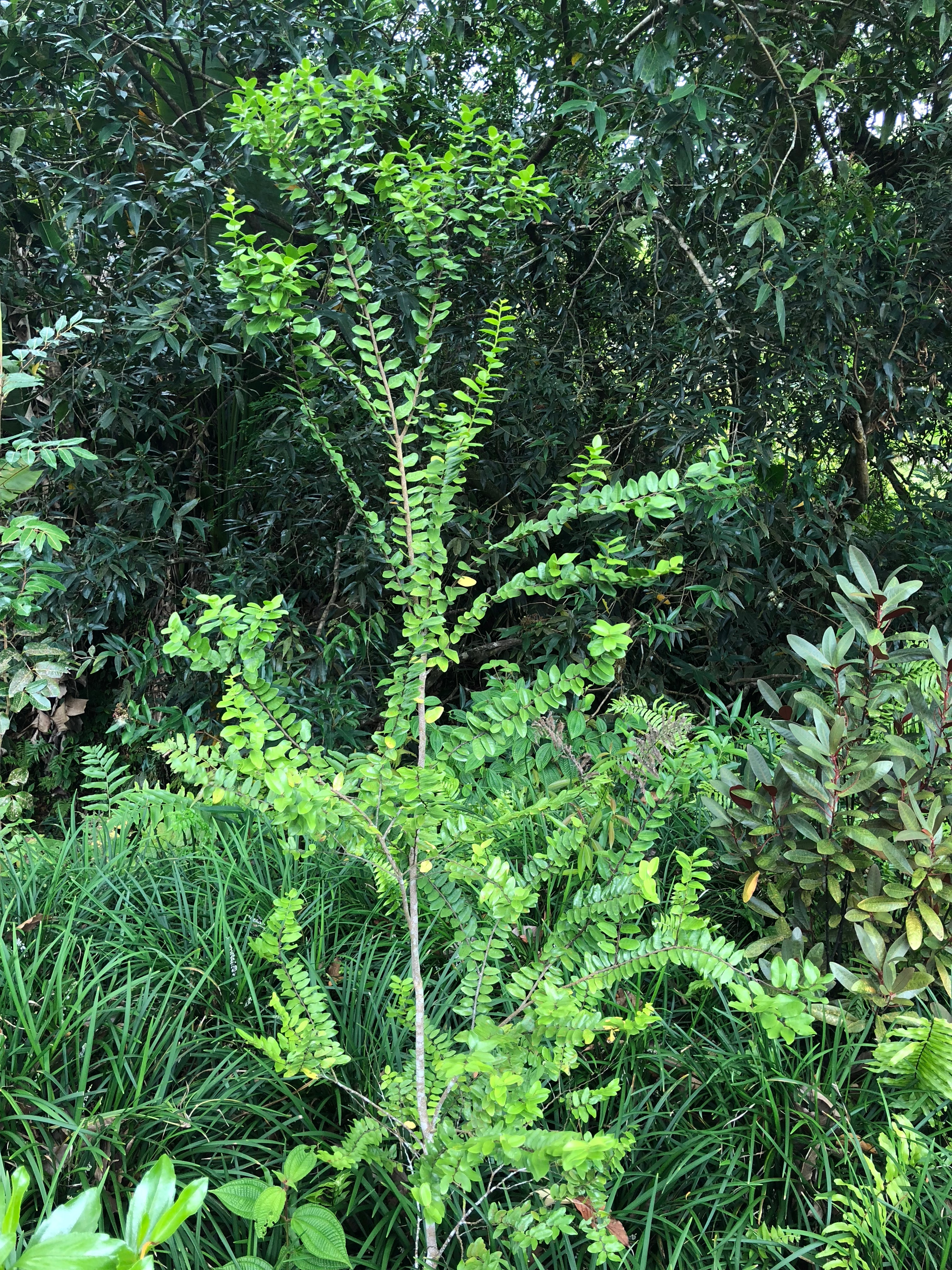
Grangeria borbonica

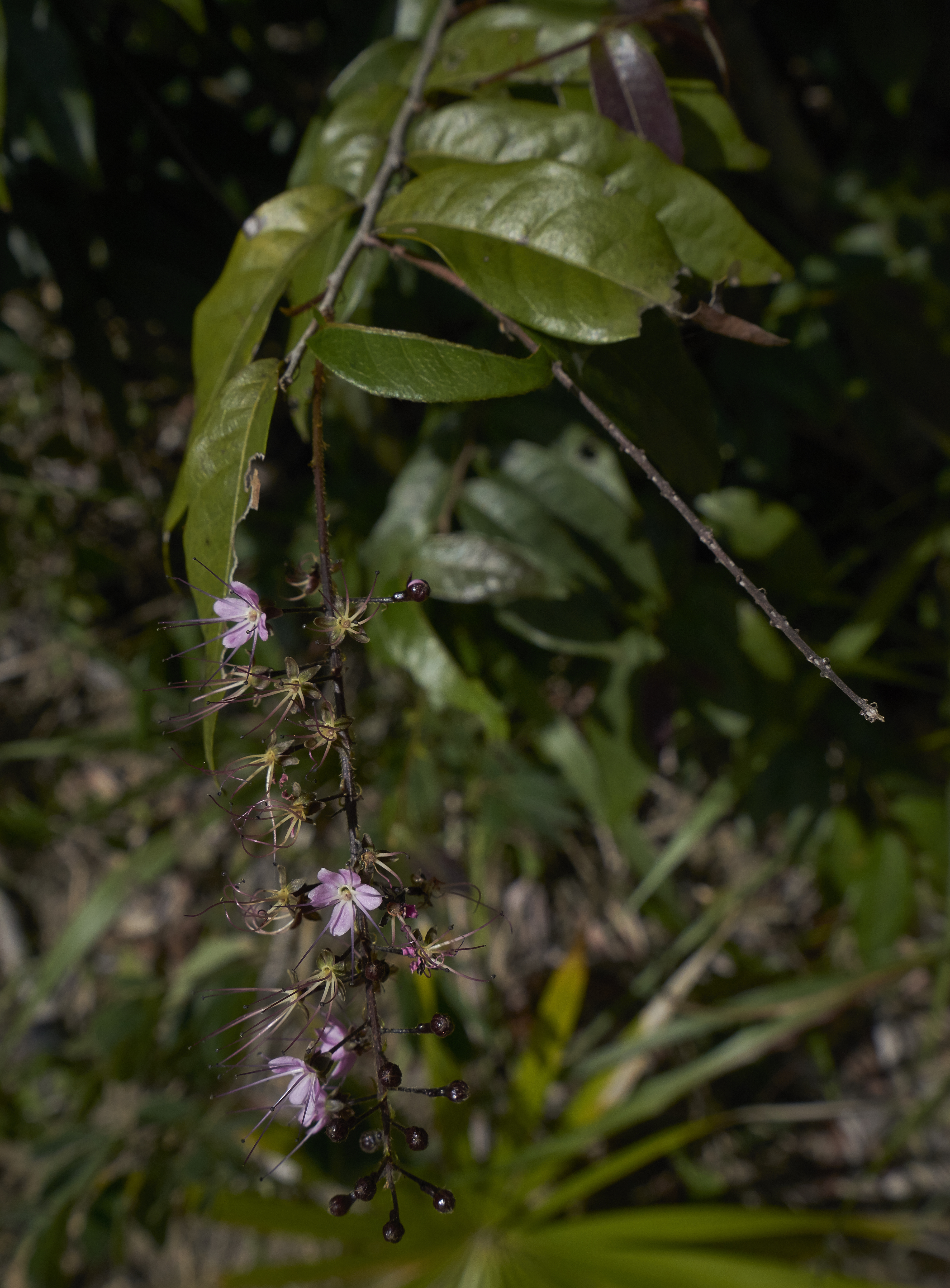
Zweig mit Laubblättern und Blütenstand von Hirtella racemosa

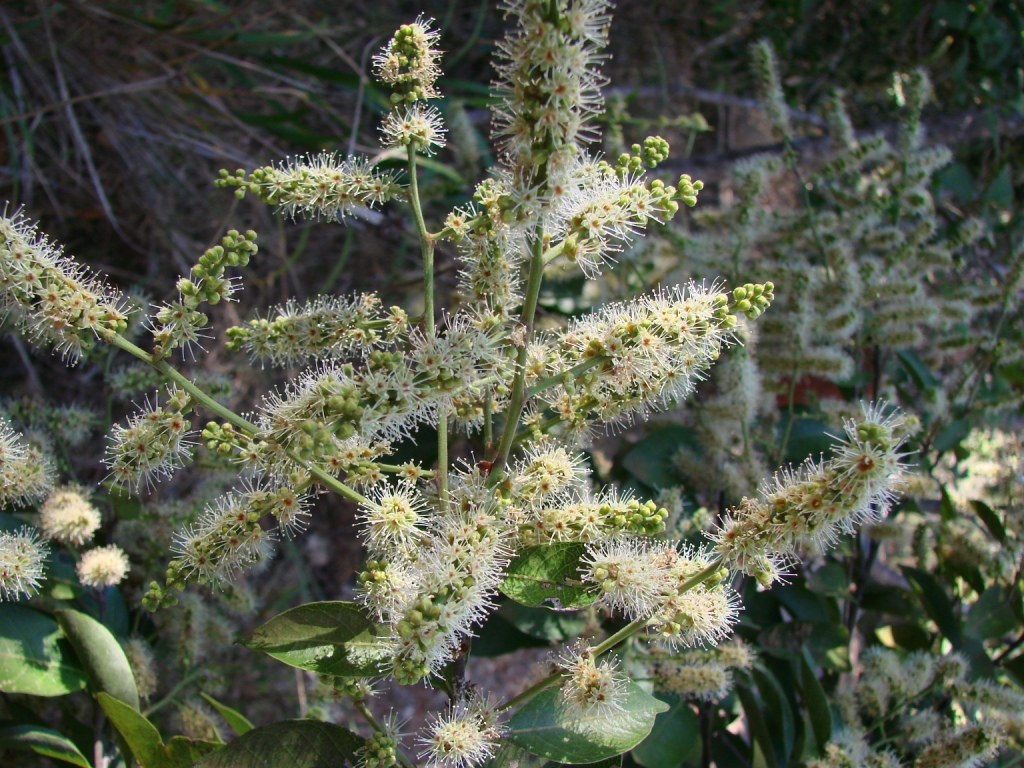
Blütenstand von Licania humilis

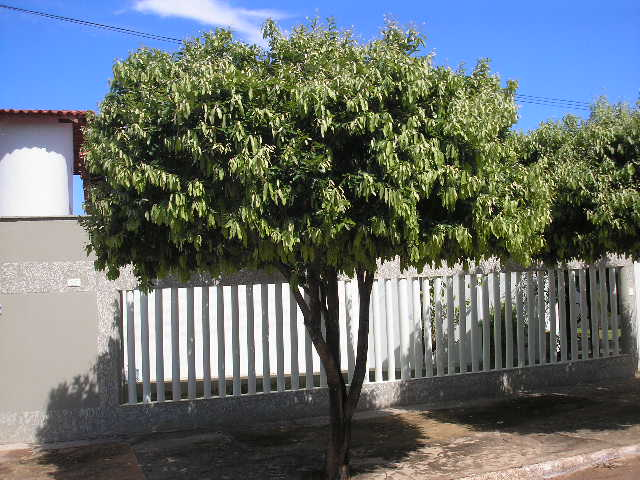
Habitus von Moquilea tomentosa

## Systematik, botanische Geschichte und Verbreitung

### Taxonomie und botanische Geschichte
Die Familie der Chrysobalanaceae wurde 1818 von Robert Brown aufgestellt. Typusgattung ist Chrysobalanus L. Synonyme für Chrysobalanaceae R.Br. sind Hirtellaceae Horan. und Licaniaceae Martynov.
Diese Taxa wurden davor von beispielsweise von Augustin-Pyrame de Candolle in Prodromus systematis naturalis regni vegetabilis 1825, Bentham und Hooker in Niger Flora 1849, Adolf Engler und Carl Prantl (Hrsg.) in Die natürlichen Pflanzenfamilien oder John Hutchinson als Unterfamilie Chrysobalanoideae oder Tribus Chrysobalaneae R.Br. in die Familie der Rosaceae eingegliedert. Die Familie Chrysobalanaceae ist bei der Angiosperm Phylogeny Group eine eigenständige Familie in der Ordnung der Malpighiales. Die Familie Chrysobalanaceae ist mit den Familien Trigoniaceae, Euphroniaceae sowie Dichapetalaceae am nächsten verwandt.
Nach Prance et al. 1969 und Prance & White 1988 wurde nach morphologischen Beobachtungen die Familie der Chrysobalanaceae in die vier Tribus Chrysobalaneae R.Br., Couepieae Prance & F.White, Hirtelleae Prance & F.White und Parinarieae Prance & F.White gegliedert. Diese Gliederung wird von molekulargenetischen Untersuchungen nicht unterstützt.

### Vorkommen
Die Arten haben ihre Areale in den Tropen, manchmal auch Subtropen, in weiten Teilen der Welt. Am artenreichsten ist die Neotropis; die größte Zahl an Gattungen verzeichnet Afrika inklusive Madagaskar. Von den etwa 456 Arten kommen 365 in der Neotropis, 57 in Afrika und 34 in Asien, Malesien sowie auf Pazifischen Inseln vor. Viele Arten gedeihen in Tiefland-Regenwäldern.

### Gattungen und ihre Verbreitung
Die Familie Chrysobalanaceae enthält 16 bis 18 Gattungen mit 400 bis 525 Arten:
- Acioa Aubl. (Syn.: Griffonia Hook. f.): Die drei bis sechs Arten sind in der Neotropis verbreitet;[2][4] beispielsweise
  - Acioa edulis Prance
  - Acioa longipendula (Pilg.) Sothers & Prance
- Afrolicania Mildbr.: Sie enthält nur eine Art:
  - Niconußbaum (Afrolicania elaeosperma Mildbr.): Die Heimat ist das tropische Westafrika.[4]
- Angelesia Korth. (Syn.: Trichocarya Miq. nom. superfl., Licania subg. Angelesia (Korth.) Prance &  F.White, Coccomelia Ridl.):[11] Die etwa drei[11] Arten kommen von Thailand bis Neuguinea vor.[4]
- Atuna Raf. (Syn.: Cyclandrophora Hassk.): Die etwa acht Arten sind von Indien bis zu Pazifischen Inseln verbreitet.[4]
  - Atuna excelsa (Jack) Kosterm.: Aus Südostasien, Borneo bis nach Melanesien und Polynesien, Tonga, Samoa.
- Bafodeya Prance ex F.White: Sie enthält nur eine Art:
  - Bafodeya benna (Scott-Elliot) Prance ex F.White: Sie gedeiht in Höhenlagen von 700 bis 1000 Metern in Guinea und Sierra Leone.[4]
- Goldpflaumen (Chrysobalanus L.): Die drei Arten kommen in der Neotropis[2] und in Westafrika vor.[4] Darunter:
  - Kokospflaume (Chrysobalanus icaco L.): Es gibt zwei Unterarten.
- Cordillera C.Sothers & G.T.Prance: Die Gattung wurde 2016 aufgestellt[3] und enthält nur eine Art:
  - Cordillera platycalyx (Cuatrec.) Sothers & Prance:[3] Sie kommt von Costa Rica bis Venezuela und Ecuador vor.[4]
- Couepia Aubl. (Syn.: Dulacia Neck., Pleragina Arruda nom. nud.): Die 62 bis 71 Arten sind von Mexiko über Zentralamerika bis ins tropische Südamerika verbreitet.[4][2]
- Dactyladenia Welw.: Die etwa 30 Arten sind Afrika verbreitet.[4]
- Exellodendron Prance: Die etwa fünf Arten sind im nördlichen Südamerika verbreitet.[4][2]
- Gaulettia Sothers & Prance: Die etwa neun Arten sind im tropischen Südamerika verbreitet.[4] (Nach Neotropikey 2009 gibt es keine Arten in der Neotropis, vielleicht ist es ein Synonym[2])
- Geobalanus Small:[3] Sie enthält nur eine Art:[4]
  - Geobalanus oblongifolius (Michx.) Small: Sie kommt in den südöstlichen Vereinigten Staaten vor.[4]
- Grangeria Comm. ex Juss.: Von den nur zwei Arten kommt eine in Madagaskar und die andere auf Mauritius und Réunion vor.[4]
- Hirtella L. (Syn.: Brya Vell., Causea Scop., Salmasia Schreb., Sphenista Raf., Tachibota Aubl., Thelyra Thouars, Zamzela Raf.): Die etwa 109 Arten sind in der Neotropis (105 Arten)[2], in Afrika und in Madagaskar verbreitet.[4]
- Hunga Pancher ex Prance: Die etwa elf Arten kommen in Neuguinea und Neukaledonien vor.[4]
- Hymenopus (Benth.) Sothers & Prance:[3] Sie enthält seit 2016 27 Arten, die von Costa Rica bis Trinidad und dem tropischen Südamerika vorkommen. Sie waren früher fast alle zu Licania gestellt worden.[4] Darunter:
  - Hymenopus latifolius (Benth. ex Hook. f.) Sothers & Prance: Die Neukombination erfolgte 2016.[3] Die Art kommt im tropischen Südamerika vor.[4]
- Kostermanthus Prance: Es gibt etwa drei Arten; sie kommen in Malesien vor.[4]
- Leptobalanus (Benth.) Sothers & Prance:[3] Sie enthält seit 2016 31 Arten, die vom Mexiko bis ins tropische Südamerika und Trinidad vorkommen.[4] Darunter:
  - Leptobalanus sprucei (Hook. f.) Sothers & Prance: Die Neukombination erfolgte 2016. Die Art kommt von Mexiko bis Panama und in Kolumbien vor.[3]
- Licania Aubl. (Syn.: Coccomelia Ridl. nom. illeg., Hedycrea Schreb.): Sie ist in der Neotropis verbreitet. Sie hat bis 2016 etwa 215[2][4] Arten enthalten, aber in diesem Umfang ist diese Gattung paraphyletisch. Über die Hälfte der Arten wurden 2016 in andere Gattungen ausgegliedert und es sind nur noch etwa 100 Arten enthalten;[3] darunter:
  - Licania caldasiana Cuatrec.: Sie gilt als ausgestorben und kam in Kolumbien vor.
- Magnistipula Engl.: Die etwa 13 Arten sind im tropischen Afrika und in Madagaskar verbreitet.[4]
- Maranthes Blume (Syn.: Exitelia Blume): Von den zwölf Arten kommen zehn im tropischen Afrika vor, eine ist von Thailand bis ins nördliche Australien verbreitet und eine Art kommt von Nicaragua bis Panama[2] vor.[4]
  - Maranthes goetzeniana (Engl.) Prance: Sie kommt in Tansania, Mosambik und Simbabwe vor.[4]
- Microdesmia (Benth.) Sothers & Prance[3]: Sie enthält nur zwei Arten, die von Mexiko bis ins tropische Südamerika vorkommen.[4]
- Moquilea Aubl. (Syn.: Dahuronia Scop. nom. superfl.): Einige Arten gehörten bis 2016 zu Licania.[3] Die seit 2016 etwa 54 Arten sind von Mexiko über Zentralamerika und auf Karibischen Inseln bis ins tropische Südamerika verbreitet.[4]
- Neocarya (DC.) Prance ex F.White: Sie enthält nur eine Art:
  - Neocarya macrophylla (Sabine) Prance ex F.White: Sie wächst in küstennahen Savannen in Westafrika und kommt auch im Sudan vor.[4]
- Parastemon A.DC. (Syn.: Diemenia Korth.): Die etwa drei Arten kommen von den Nikobaren bis Papuasien vor.[4]
- Parinari Aubl. (Syn.: Balantium Desv. ex Ham., Dugortia Scop., Lepidocarpa Korth., Parinarium Juss., orth. var., Petrocarya Schreb.): Die etwa 39 Arten sind in den Tropen verbreitet;[4] etwa 18 Arten kommen in der Neotropis vor[2].
- Parinariopsis (Huber) Sothers & Prance[3]: Sie enthält nur eine Art:
  - Parinariopsis licaniiflora (Sagot) Sothers & Prance: Sie kommt im tropischen Südamerika vor.[4]

## Nutzung
Arten aus der Familie Chrysobalanaceae werden von der örtlichen Bevölkerung überall in den Heimatgebieten der Arten vielseitig genutzt; beispielsweise zum Hausbau, Brennholz, zur Holzkohlegewinnung, als Nahrungsmittel und in der Volksmedizin. Obwohl die meisten Arten der Chrysobalanaceae nur örtlich genutzt werden, gibt es Potential einige in der Holz-, Nahrungsmittelgewinnung und zur Herstellung von technischen Ölen stärker zu nutzen.
Die Früchte und Samen dienen als Nahrungsmittel; manchmal auch nur während Hungerperioden. Einige Arten dienen der Erzeugung von alkoholischen Getränken. Die Früchte von Chrysobalanus icaco werden in Dosen gefüllt sowie Sirup abgefüllt und in Kolumbien sowie Venezuela unter dem Namen „Icacos“ verkauft. Die Früchte einiger neotropischer Arten der Gattungen Couepia sowie Parinari werden gegessen (beispielsweise werden die Früchte von Chrysobalanus icaco sowie Acioa edulis gegessen). In Amboina wird das Gericht „Koku koku“ aus gestampften Samen von Atuna excelsa gemischt und mit rohen oder frittierten kleinen Fischen, Ingwer, Zwiebeln, Chillies sowie Zitronensaft zubereitet.
Im Gebiet von Malesien ist der Standardname des Holzes der verschiedenen Gattungen der Chrysobalanaceae „Merbatu“. Obwohl das Holz so vieler Arten der Chrysobalanaceae potential verfügbar ist, wird es nicht in größerem Umfang verwendet. Dies liegt am hohen Silikatgehalt, der die Sägen schnell stumpf werden lässt. Da das Holz vieler Arten gegenüber holzzersetzenden Tieren resistent ist, wird es in den ganzen Tropen für Pfeiler bei Konstruktionen im Meer verwendet.

### Weiterführende Literatur
- Deepthi Yakandawala, Cynthia M. Morton, Ghillean T. Prance: Phylogenetic Relationships of the Chrysobalanaceae Inferred from Chloroplast, Nuclear, and Morphological Data. In: Annals of the Missouri Botanical Garden, Volume 97, Issue 2, 2010, S. 259–281. doi:10.3417/2007175
- Ghillean T. Prance: Flora Neotropica, Volume 009: Supplement: Chrysobalanaceae, 1989.
- Ghillean T. Prance, F. White: The Genera of Chrysobalanaceae: A Study in Practical and Theoretical Taxonomy and Its Relevance to Evolutionary Biology. In: Philosophical Transactions of the Royal Society of London, Series B, Biological Sciences, Band 320, No. 1197, 1988, S. 1–184: Abstract - Online.